# 여민루
여민루(慮民樓)는 대한민국 충청남도 아산시 영인면에 있는, 조선시대 아산군 관아 입구에 세웠던 문루 건물이다. 1973년 12월 24일 충청남도의 유형문화재 제17호로 지정되었다.

## 개요
조선시대 아산군 관아 입구에 세웠던 문루건물로, 사방을 트고 마루를 한층 높게 지은 다락형식의 집이다. 조선 태종 11년(1411) 현감 최안정이 낡은 객사를 고쳤다고 하는데, 태종 13년 백성들의 도움을 얻어 객사 동편에 지었다고 한다.
앞면 3칸·옆면 2칸 규모로, 지붕은 옆에서 볼 때 여덟 팔(八)자 모양인 팔작지붕이다. 지붕 처마를 받치기 위해 장식하여 만든 공포는 새날개 모양인 익공양식이다. 기둥 사이에는 꽃받침 모양의 건축 재료를 가운데 칸에 3개, 나머지 칸에는 2개씩 만들어 처마를 받치면서 건물의 무게 균형을 맞추고 있다.
1층 3칸에 각각 문을 달아 사람이 드나들 수 있도록 하였는데, 양쪽 문 윗부분에 화살 모양의 나무(홍살)를 나란히 세워 놓았다. 2층은 천장 재료가 훤히 보이는 연등천장으로 꾸몄고, 좌우는 천장 속을 가리기 위해 우물 정(井)자 모양의 작은 우물천장을 설치하였다.
앞면 가운데에는 백성의 뜻을 취한다는 뜻의 ‘여민루(慮民樓)’라는 현판이 걸려 있다.

## 같이 보기
- 온양군
- 여민락

## 참고 자료
- 여민루 - 국가유산청 국가유산포털